# Jozef Cholek
Jozef Cholek, též Josef Cholek (15. září 1873 Fryšták – 20. listopadu 1928 Bratislava), byl slovenský a československý politik; meziválečný poslanec Revolučního národního shromáždění a senátor Národního shromáždění ČSR za Československou sociálně demokratickou stranu dělnickou.

## Biografie
Rodem byl Čech, ale politicky po roce 1918 působil na Slovensku. Podílel se na vzniku družstva Slovenského národního divadla, v jehož předsednictvu zasedl.
Zasedal v Revolučním národním shromáždění za slovenskou reprezentaci (slovenští poslanci Revolučního národního shromáždění ještě nebyli organizováni podle stranických klubů). Na post v tomto zákonodárném sboru nastoupil v roce 1919. Byl profesí tajemníkem.
V parlamentních volbách v roce 1920 získal za sociální demokraty senátorské křeslo v Národním shromáždění. Senátorem byl do roku 1925.
Zemřel v nemocnici v Bratislavě v listopadu 1928.